# Telehit
Telehit foi um canal de televisão mexicano dirigido ao público de temas musicais que falava espanhol na rede Televisa Networks.
Este canal começou suas transmissões regulares na Espanha em 18 de junho de 2006 pela TDT no segundo canal de La Sexta e cessou suas transmissões em 31 de julho de 2007 para abrir caminho para Hogar 10, o segundo canal de La Sexta, essa frequência de A TDT foi ocupada pelo canal de pagamento da Gol Televisión até 30 de junho de 2015. Em 1º de julho de 2015, o Mega canal iniciou as transmissões.